# الجبل الأخضر (ليبيا)
الجبل الأخضر هو منطقة جبال مرتفعة مغطاة بالغابات في شمال شرق ليبيا، تمتاز بارتفاعها عن أغلب مناطق ليبيا ويتميز بارتفاع معدلات هطول الأمطار به، إضافة إلى توفر الأراضي الخصبة الصالحة للزراعة.
من أبرز مدن وبلدات الجبل الأخضر البيضاء، المرج، درنة، القبة إضافة إلي مدينتي شحات وسوسة الأثرية وتبلغ مساحته 8,773 كم²، ويبلغ عدد سكان الجبل الأخضر بدون تقسيمات كمحافظات حوالي 601.112 نسمة عام 2006.
يتميز الجبل الأخضر بتعدد أشكال الحياة البرية به، كما توجد به العديد من المحميات والمنتزهات الطبيعية منها منتزه وادي الكوف، كما تهطل الثلوج على مرتفعاته شتاء.
استخدمت هذه المنطقة في وقت الاستعمار الإيطالي لليبيا كمخبأ ومنطقة قتال من قبل المقاومين الليبيين ضد الاستعمار الإيطالي ومن أشهرهم البطل الليبي عمر المختار.
في أكتوبر 2007 أعلن سيف الإسلام القذافي رئيس مؤسسة القذافي للتنمية عن إنشاء «محمية طبيعية صديقة البيئة في المنطقة بمدينة شحات الأثرية على لتكون مركزا عالميا للسياحة الأثرية والبيئية». يشار إلى أن منطقة الجبل الأخضر تعتبر من أجمل مناطق الطبيعة في ليبيا، الا أن الغطاء النباتي والغابات انحسرت من 500 ألف هكتار قبل عشرين عاما إلى 180 ألف هكتار في الوقت الحالي بسبب حرائق الغابات والبناء العشوائي.
تعرض الجبل الأخضر بعد ثورة 17 فبراير لحملة إزالة لغاباته بسبب تعطل القوانين التي تحميه، وغياب السلطة الفعالة للشرطة الزراعية.
تشتهر منطقة الجبل الأخضر بحيوانات وطيور عديدة منها العقاب والغزال وشيهم المعروف محليا بصيد الليل والحجل وسنونو المعروف بالسليوه والكلاب والثعلب والذئب وحمام البري والأرنب البري والسلحفاة البرية والبحرية وبوم والغراب والخفاش والخلد والضبع والبقر والخيل.

## الجغرافيا
الجبل الأخضر هو هضبة جبلية يصل ارتفاعها إلى 900 متر (3000 قدم)، تقطعها العديد من الأودية والشعاب. يشكل الجزء الشمالي الغربي من شبه الجزيرة الممتدة شمالاً نحو البحر الأبيض المتوسط، حيث يحده خليج السدرت من الغرب وحوض بلاد الشام من الشرق. تمتد الهضبة من بنغازي شرقًا إلى شرق درنة، على طول الساحل لمسافة تقارب 330 كيلومترًا (210 أميال). نتيجةً للتعرية والترسبات، تبتعد الهضبة عن الساحل بمسافة تصل إلى 16 كيلومترًا (9.9 أميال)، مع وجود مناطق من الهضبة تشكل منحدرات حادة بالقرب من البحر. اكتمل الارتفاع والتقويم النهائيان للهضبة في العصر الميوسيني.
تعد هذه المنطقة واحدة من المناطق الحرجية القليلة جدا في ليبيا، والتي تعتبر إجمالًا واحدة من أقل البلدان تشجيرًا على وجه الأرض. وهي من أكثر المناطق رطوبة في ليبيا، حيث تستقبل حوالي 600 مليمتر (24 بوصة) من الأمطار سنويًا. تساهم كمية الأمطار العالية في وجود غابات كثيفة تحتوي على أشجار الشماري، وتتيح زراعة الفواكه والبطاطا والحبوب، وهو أمر نادر في بلد جاف مثل ليبيا. كما تُربى الجمال والماعز والأغنام في منطقة الجبل الأخضر وحولها، وغالبًا ما يكون الرعاة فيها رحّلًا.

## النباتات

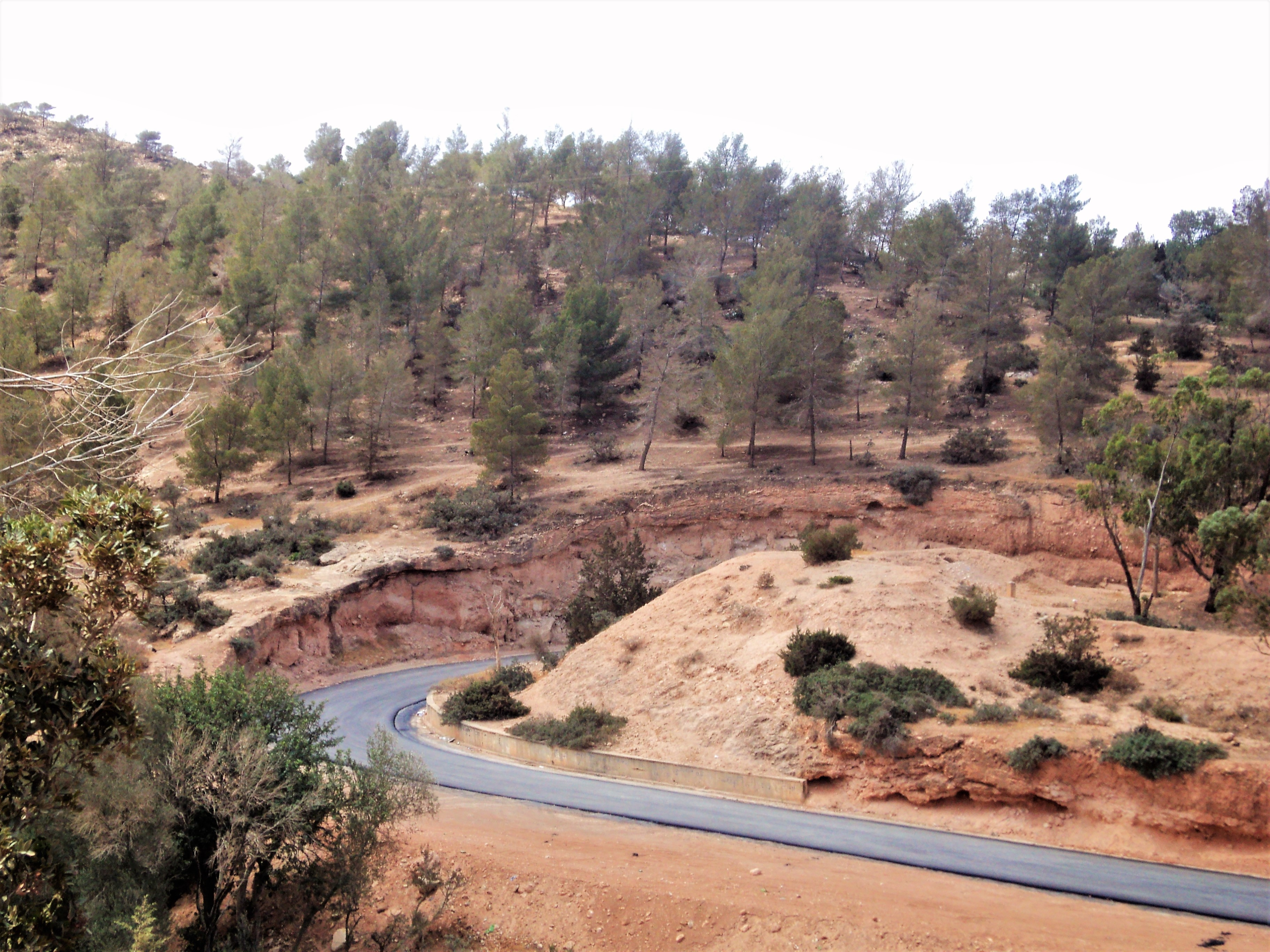
منطقة ذات غطاء شجري قليل في جرف البكّور من جبال الأخضر

على النقيض من الجفاف السائد في معظم أنحاء ليبيا، توجد في هذه المنطقة مساحات حرجية تبلغ حوالي 3200 كيلومتر مربع، على الرغم من أن حوالي ثلث الغابات الأصلية قد دُمر لإفساح المجال للزراعة. بالإضافة إلى الغابات، توجد أيضًا مساحات كبيرة من نباتات الماكيا ونباتات مشابهة لتلك الموجودة في السهوب. تشمل الأنواع الشائعة لنباتات الماكيا: العرعر الفينيقي (Juniperus phoenicea) وشجرة المصطكا (Pistacia lentiscus) والسنديان القرمزي (Quercus coccifera) وشجرة الخروب (Ceratonia siliqua). في المناطق الجافة الشبيهة بالسهوب، تسود أنواع مثل البروَق المتفرع (Asphodelus ramosus) والبلان الشوكي (Sarcopoterium spinosum) والشيح الأبيض (Artemisia herba-alba). يوجد أكثر من نصف أنواع النباتات المستوطنة في ليبيا في جبل الأخضر، ومن بين هذه الأنواع، سبعة نباتات لا توجد إلا في هذه المنطقة: القطلب الطاووسي وآروم سيرينا والأقحوان البري وبخور مريم ليبي كينارا سيرينا وأونوبوردوم سيرينا وروموليا سيرينا.

## التاريخ

### العصور القديمة

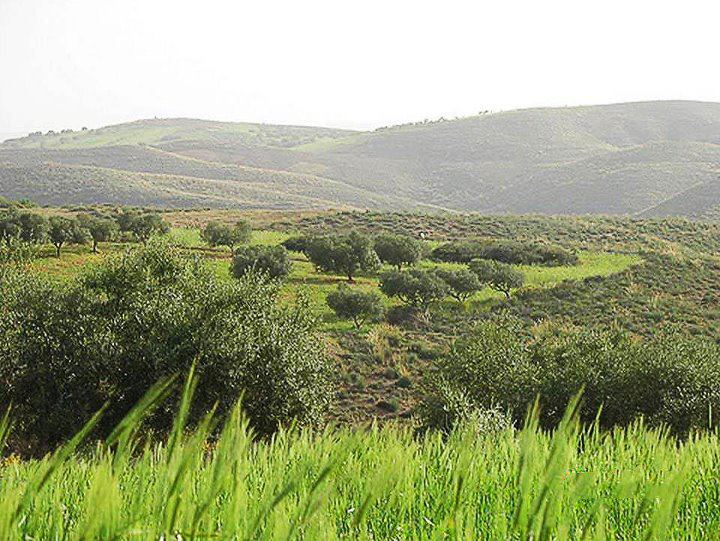

تُسجل الوثائق التي دونت خلال المملكة المصرية الحديثة أنه كان هناك في الغرب مجموعات كبيرة من عمال المعادن الذين عاشوا في بلدات وكان لديهم الكثير من الماشية. والموقع الأكثر احتمالًا لهؤلاء الليبيين هو الجبل الأخضر.
كانت المستعمرة اليونانية القديمة قورينة تقع في وادٍ خصب في الجبل الأخضر، ولا تزال آثارها باقية إلى الآن. كان اليونانيون هم من أدخلوا الزراعة إلى الجبل الأخضر عندما استعمروا وديانه الخصبة حوالي 600 قبل الميلاد.

### الاحتلال الإيطالي
خلال فترة الاحتلال الإيطالي لليبيا، اعتبر الجبال الأخضر منطقة مناسبة للزراعة، لذا انتقل العديد من الإيطاليين للعيش هناك في الثلاثينيات. لكن هذا الاستيطان توقف خلال الحرب العالمية الثانية، حيث تُركت القرى والمزارع مهجورة. بعد انتهاء الحرب، عاد الليبيون إلى هذه المناطق. كما كانت هذه السلسلة الجبلية موقعًا لمعارك كبيرة بين القوات البريطانية وقوات المحور خلال الحرب العالمية الثانية.

### التحرير
استخدم القائد الليبي عمر المختار هذه المنطقة الجبلية ذات الغابات الكثيفة لمقاومة الاستعمار الإيطالي لليبيا لأكثر من عشرين عامًا.

## عاصفة دانيال
في سبتمبر 2023 وصلت عاصفة دانيال إلي الجبل الأخضر وسببت فيضانات وسيول وعلى اثرها تم إختفاء وتدمير ربع مدينة درنه بسبب فيضانات وسيول والتي أسفرت عن مقتل ما لا يقل عن 11000 من سكانها وتركت 15000 في عداد المفقودين، بالإضافة إلي 40 قتيلا في شحات واكثر من 150 قتيل قي سوسه و80 قتيلاً في مدينة البيضاء وضواحيها ومنطقة عمر المختار والورديه.

## أعلام
- عبد الفتاح يونس
- مبروكة الطبيبة، قابلة

## معرض الصور

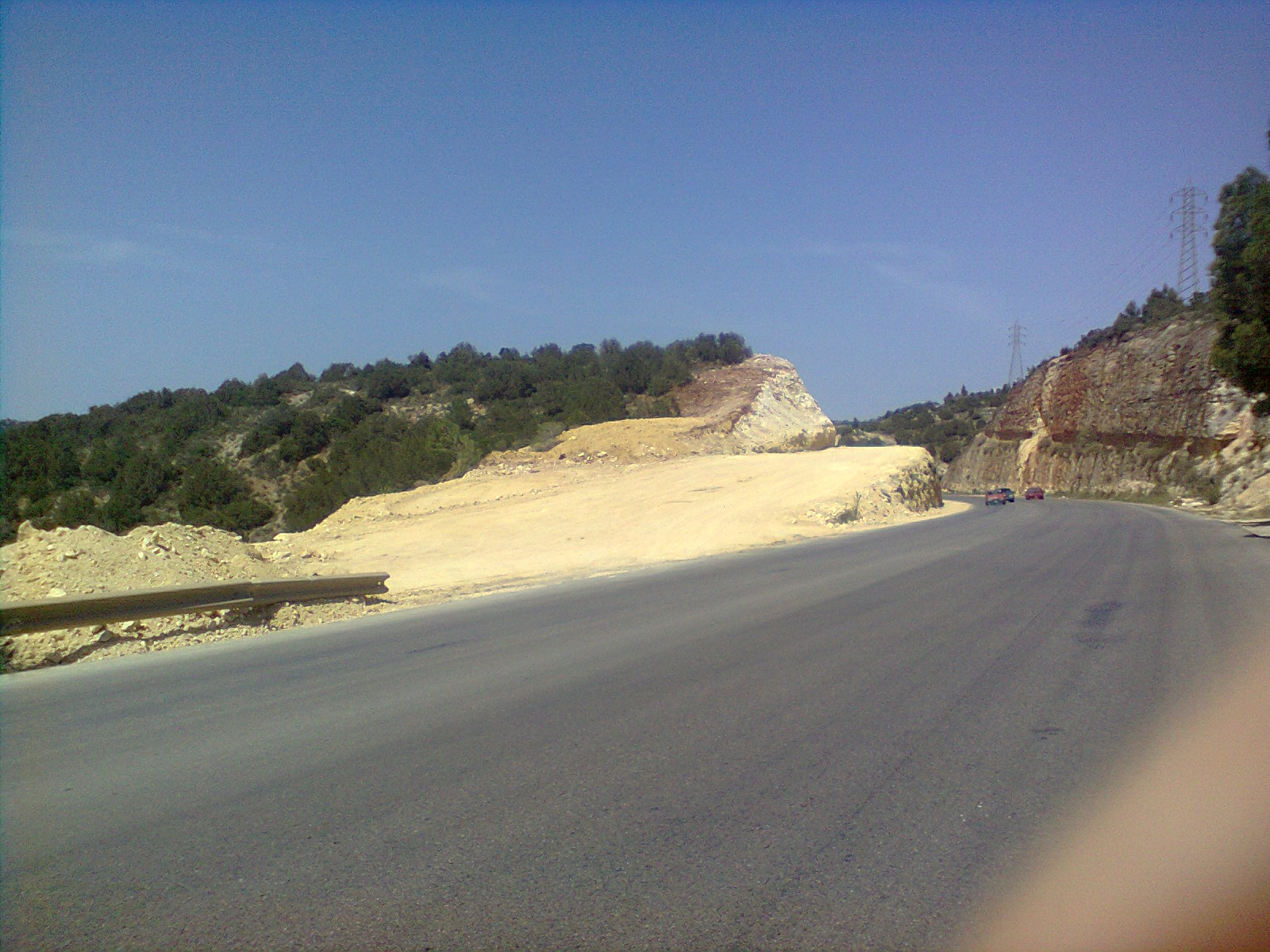
مثال على إزالة غابات الجبل الأخضر قرب جسر وادي الكوف.
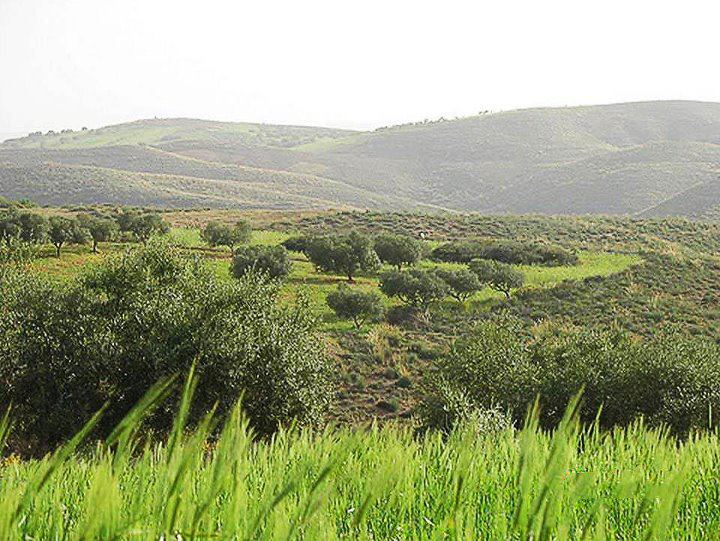
مشهد عام
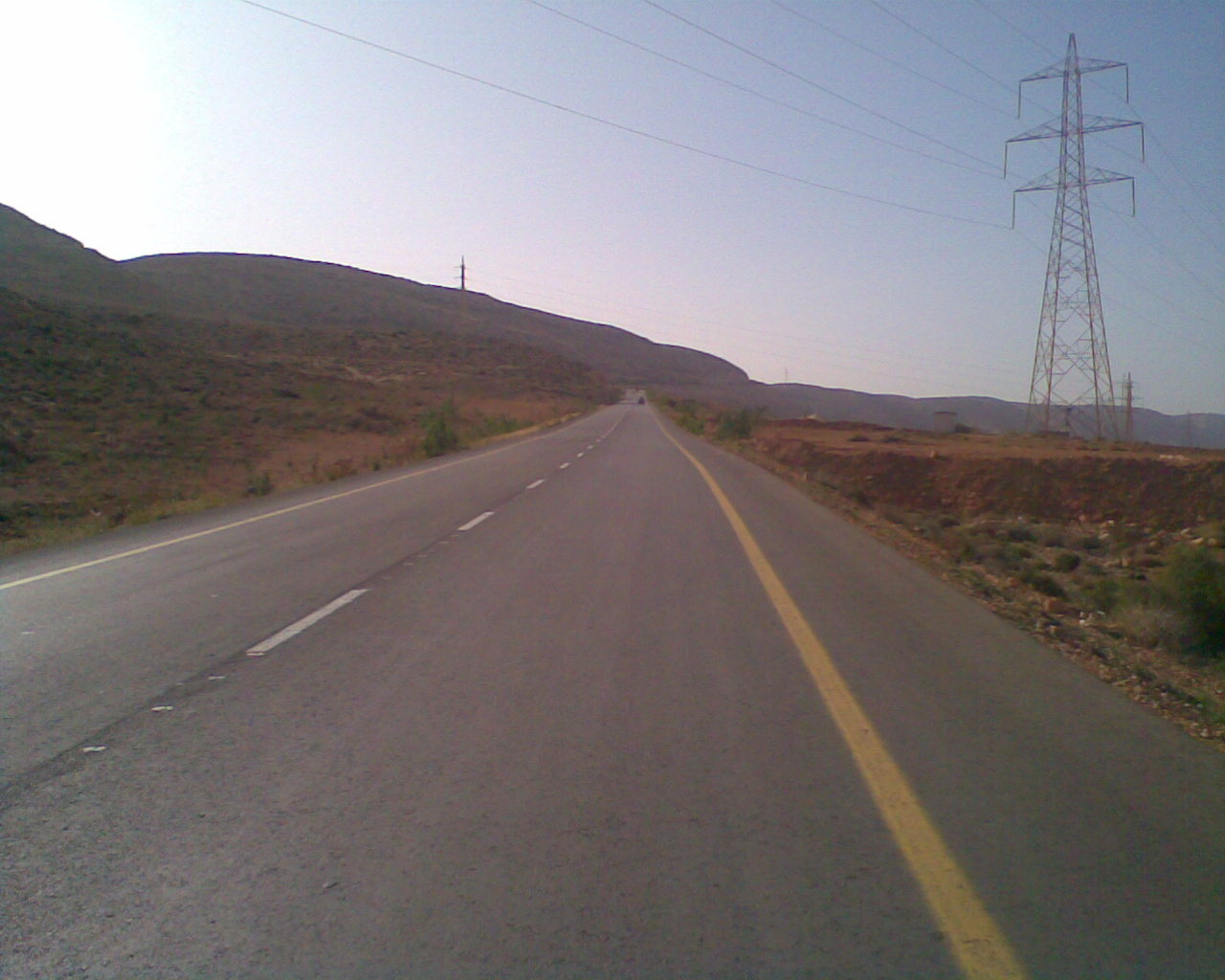
الحد الشرقي للجبل الأخضر (بالقرب من درنة).
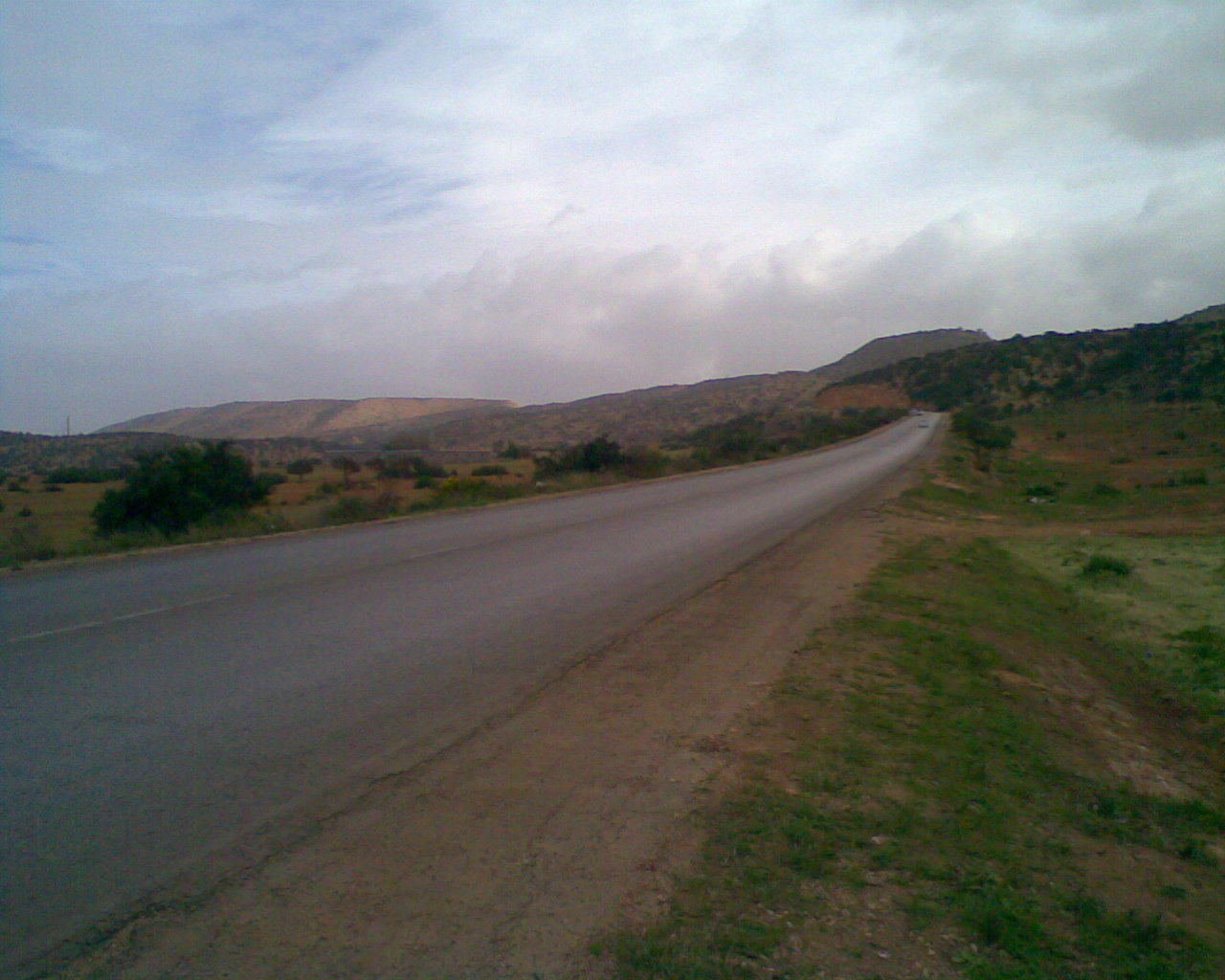
الحد الغربي للجبل الأخضر (الباكور بالقرب من توكرة).
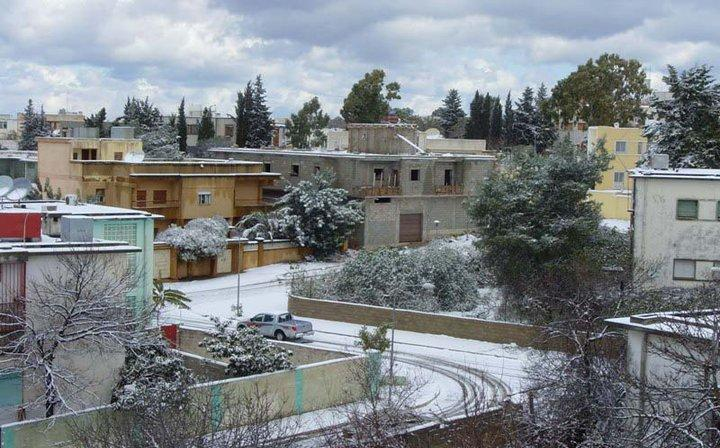
مدينة البيضاء شتاءً.
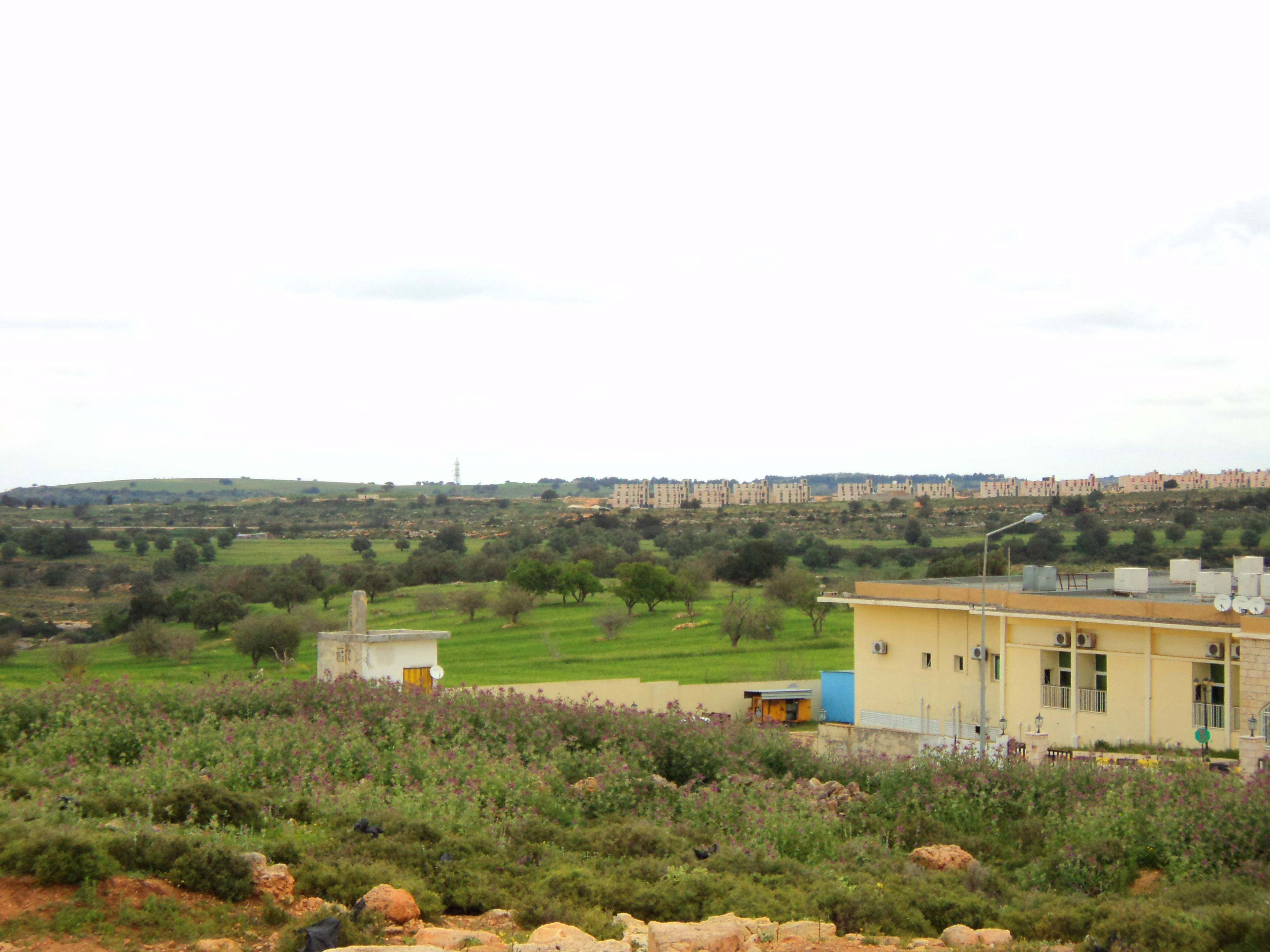
ضواحي مدينة البيضاء.